# 毀滅者 (2018年電影)
《毀滅者》（英語：Destroyer）是一部2018年美國新黑色犯罪片，卡瑞恩·庫薩馬執導，妮可·基德曼、賽巴斯汀·斯坦領銜主演，由Annapurna Pictures發行並定於2018年12月25日在美國公映。

## 劇情
洛杉磯警察局的一名警探艾琳·貝爾，年輕時曾被派遣到加州沙漠的一個邪教組織團伙執行臥底任務，以悲慘的失敗結局告終。多年之後這個團伙的頭領再次現身，貝爾需要與現存的同事取得聯繫，重溫過去的遭遇，抓到當時摧毀自己生活的惡棍。

## 演員與角色
| 演員                               | 角色                 | 備註                     |
| 妮可·基德曼 Nicole Kidman          | 艾琳·貝爾 Erin Bell  | 洛杉磯警察局的一名警探。 |
| 塔蒂亞娜·馬斯拉尼 Tatiana Maslany  | 佩特拉 Petra         |                          |
| 賽巴斯汀·斯坦 Sebastian Stan       | 克里斯 Chris         |                          |
| 布萊德利·惠特福德 Bradley Whitford | 迪弗朗科 DiFranco    |                          |
| 托比·凯贝尔 Toby Kebbell           | 塞拉斯 Silas         |                          |
| 史考特·麥奈利 Scoot McNairy        | 伊桑 Ethan           |                          |
| 潔德·佩蒂約翰 Jade Pettyjohn       | 謝爾比 Shelby        |                          |
| 托比·哈斯 Toby Huss                | 吉爾·勞森 Gil Lawson |                          |
| 扎克·維拉 Zach Villa               | 阿圖羅 Arturo        |                          |
| 占士·佐敦 James Jordan             | 托比 Toby            |                          |
| 博·納普 Beau Knapp                 | 傑伊 Jay             |                          |

## 製作
2017年8月，妮可·基德曼有意參演卡瑞恩·庫薩馬執導的新電影《摧毀者》，10月份妮可確認領銜主演女主角艾琳·貝爾。11月，塔蒂亞娜·馬斯拉尼、賽巴斯汀·斯坦、布萊德利·惠特福德、托比·凯贝尔和史考特·麥奈利加入主演陣容。影片於12月初在洛杉磯開始拍攝，博尤·納普、潔德·佩蒂約翰、托比·哈斯、扎克·維拉和詹姆斯·喬丹確認出演。Annapurna Pictures負責影片在美國的發行。

## 宣傳與發行
2018年8月31日，影片在特柳賴德電影節全球首映。9月，影片在加拿大多倫多國際影展的站台單元（Platform）提前點映。11月13日，影片在美國電影學會電影節上播映。電影排定於2018年12月25日在美國公映。

### 獎項
| 時間          | 獎項                        | 類別             | 入圍者      | 結果 | 來源   |
| ------------- | --------------------------- | ---------------- | ----------- | ---- | ------ |
| 2019年1月6日  | 第76屆金球獎                | 戲劇類最佳女主角 | 妮可·基德曼 | 提名 | [ 14 ] |
| 2019年1月9日  | 第2屆洛杉磯在線影評人協會獎 | 最佳女主角       | 妮可·基德曼 | 提名 | [ 15 ] |
| 2019年2月17日 | 第23屆衛星獎                | 戲劇類最佳女主角 | 妮可·基德曼 | 提名 | [ 16 ] |

## 資料來源
1. ↑  . 多倫多國際影展.   [2018-08-22]. （原始内容存档于2018-12-08） （美国英语）.
2. . 联合早报. 2019-02-14  [2019-08-09]. （原始内容存档于2021-07-10）.
3. ↑  . The Playlist. 2017-08-08  [2018-08-22]. （原始内容存档于2019-08-11） （美国英语）.
4. ↑  Hipes, Patrick. . Deadline. 2017-10-04  [2018-08-22]. （原始内容存档于2021-02-11） （美国英语）.
5. ↑  Busch, Anita. . Deadline. 2017-11-15  [2018-08-22]. （原始内容存档于2021-01-16） （美国英语）.
6. ↑  N'Duka, Amanda. . Deadline. 2017-11-28  [2018-08-22]. （原始内容存档于2021-01-16） （美国英语）.
7. ↑  N'Duka, Amanda. . Deadline. 2017-12-04  [2018-08-22]. （原始内容存档于2021-01-16） （美国英语）.
8. ↑  Wiseman, Andreas. . Deadline. 2018-05-14  [2018-08-22]. （原始内容存档于2021-02-05） （美国英语）.
9. ↑  Tapley, Kristopher. . Variety. 2018-08-30  [2018-08-30]. （原始内容存档于2018-08-30） （美国英语）.
10. ↑   (PDF). Telluride Film Festival. 2018-08-30  [2018-08-30]. （原始内容存档 (PDF)于2018-10-12） （美国英语）.
11. ↑  Vlessing, Etan. . The Hollywood Reporter. 2018-08-08  [2018-08-22]. （原始内容存档于2019-08-09） （美国英语）.
12. ↑  Hammond, Pete. . Deadline Hollywood. 2018-10-11  [2018-10-11]. （原始内容存档于2019-03-30） （美国英语）.
13. ↑  . Variety.   [2018-12-22]. （原始内容存档于2018-05-12） （美国英语）.
14. ↑  Rubin, Rebecca. . Variety. 2018-12-07  [2018-12-06]. （原始内容存档于2018-12-06） （美国英语）.
15. ↑  . Einnews.   [2018-12-06]. （原始内容存档于2020-11-08） （美国英语）.
16. ↑  . International Press Academy.   [2018-12-06]. （原始内容存档于2018-11-29） （美国英语）.

## 外部連結
- 互联网电影数据库（IMDb）上《毀滅者》的资料（英文）